# Orthosia hamata
Orthosia hamata là một loài bướm đêm trong họ Noctuidae.